# Azogues

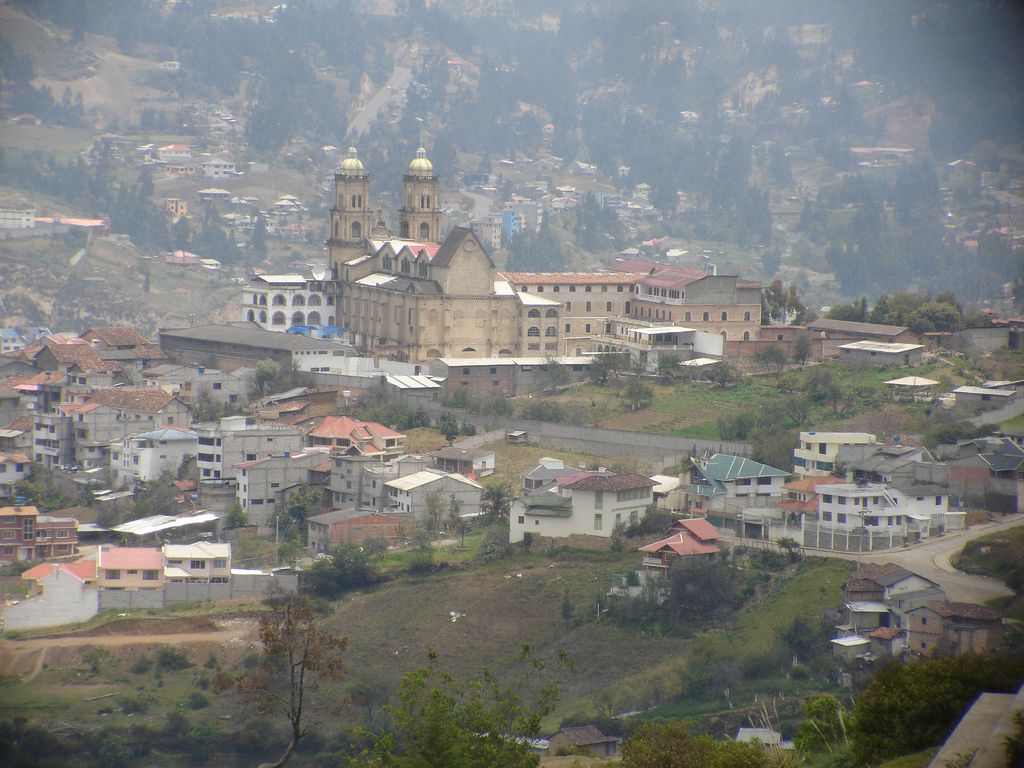
San Franciscokyrkan i Azogues.

Azogues är en stad i centrala Ecuador, och är den administrativa huvudorten för provinsen Cañar. Befolkningen beräknas till 41 306 invånare (2009).